# NGC 3465
NGC 3465 је спирална галаксија у сазвежђу Змај која се налази на NGC листи објеката дубоког неба.
Деклинација објекта је + 75° 11' 30" а ректасцензија 10h 59m 31,3s. Привидна величина (магнитуда) објекта NGC 3465 износи 13,6 а фотографска магнитуда 14,4. NGC 3465 је још познат и под ознакама UGC 6056, MCG 13-8-48, CGCG 351-50, IRAS 10557+7527, PGC 33099.